# Voix progressistes
Voix progressistes (en catalan : Veus Progressistes, abrégé en Veus) est une coalition électorale espagnole créée dans les îles Baléares pour les élections générales du 28 avril 2019. Elle est remplacée par la coalition Més Esquerra (ca) pour les élections générales de novembre 2019.

## Fondation
La coalition est présentée le 13 mars 2019 à Palma. La tête de liste est confiée à Guillermo Balboa, maire d'Alaró et membre de Més per Mallorca.

## Membres
Font partie de la coalition : 
- Més per Mallorca en français : « Plus pour Majorque »
- Més per Menorca en français : « Plus pour Minorque »
- Ara Eivissa (ca) en français : « Ibiza Maintenant »
- Gauche républicaine de Catalogne (en catalan : Esquerra Republicana de Catalunya)